# 時間軸 (小說)
《時間軸》（英語：Axis）是一部科幻小說。作者是羅伯特·查爾斯·威爾森，於2007年出版。也是威爾遜兩年前出版的雨果獎得獎小說時間迴旋的續集。這本小說是2008年約翰·W·坎貝爾獎的最終入圍名單

## 劇情概要
《時間軸》的故事發生在時間迴旋的結尾出現的新行星「赤道洲」，一個「假想智慧生物」所改造的世界，足以支撐人類生存，並經由印度洋數百英里上空的「大拱門」和地球相連。人類殖民了這個新世界，可以預見的是資源的大量開採，尤其是赤道洲西部沙漠的大量石油的開發。
莉莎．亞當斯是一個年輕的女人，試圖揭開她的父親失踪10年的謎團。而塔克．芬德利是個前任水手，但現在有時會被當成流浪漢。當彗星塵埃雨和微小殘餘的假想機器一起在這星球上播種時，他們聚集到了一起。不久，這個看似好客的世界變得很陌生，因為不明的實體再次扭曲了時間的自然性。
一個來自地球的第四年期準宗教組織，由阿夫拉姆德瓦利博士領導，住在受落塵播種的沙漠。他們創造了一個小孩，稱為艾薩克，並讓他像火星人一樣進化（對成人來說是致命的），讓他和假想智慧生物連結。狩獵第四年期人的「基因安全部」正在尋找這組人或任何不贊成創造艾薩克的火星第四年期人。

## 註記
1. ↑  .   [2008-09-25]. （原始内容存档于2011-10-15）.